# Kamil Antonów
Kamil Antonów – polski prawnik, doktor habilitowany nauk prawnych, profesor nadzwyczajny Wydziału Prawa i Administracji Uniwersytetu Opolskiego, specjalista w zakresie prawa zabezpieczenia społecznego.

## Życiorys
W 2002 na podstawie napisanej pod kierunkiem Jana Jończyka rozprawy pt. Prawo do emerytury otrzymał na Wydziale Prawa, Administracji i Ekonomii Uniwersytetu Wrocławskiego stopień naukowy doktora nauk prawnych w zakresie prawa, specjalność: prawo pracy, prawo ubezpieczeniowe. Na tym samym wydziale na podstawie dorobku naukowego oraz rozprawy pt. Sprawy z zakresu ubezpieczeń społecznych. Pojęcie oraz właściwości postępowań przedsądowych i ochrony cywilnosądowej uzyskał w 2012 stopień doktora habilitowanego nauk prawnych w zakresie prawa, specjalność: prawo zabezpieczenia społecznego.
Był adiunktem a następnie został profesorem nadzwyczajnym na Wydziale Prawa i Administracji oraz kierownikiem Zakładu Prawa Pracy i Zabezpieczenia Społecznego na tym wydziale. Został również wykładowcą Państwowej Wyższej Szkoły Zawodowej w Raciborzu w Instytucie Studiów Społecznych.